# Hebron kormányzóság
Hebron kormányzóság (arabul محافظة الخليل [Muḥāfaẓat al-Ḫalīl]) Palesztina tizenhat kormányzóságának egyike. Ciszjordánia déli részén fekszik. Északkeleten Betlehem kormányzóság, a többi irányból Izrael határolja. Központja Hebron városa. Területe 997 km², népessége pedig a 2007-es népszámlálás adatai szerint 552 164 fő, miáltal egész Palesztina legnagyobb és legnépesebb tartománya.